# Onnoven
L'onnoven és un instrument musical aeròfon de broquet, de la família de la trompa, afinat en Mi bemoll o Fa. Té molta semblança amb el bombardí.
És un aeròfon de broquet, molt similar a una tuba o un bombardí, fet de coure o alpaca, amb un tub doblat sobre si mateix amb perforació cònica i amb la part més ampla al pavelló. L'embocadura té forma de copa, que és per on es bufa per emetre so. Les notes es poden modular a partir d'un sistema mecànic de vàlvules de pistons.

## Història
A Espanya, la trompa tenor en Mi bemoll o en Fa és coneguda com a onnoven (també onoven). De vegades s'aplica aquest terme al melòfon (en anglès tenor cor), conegut altrament com a trompa alto. La primera referència bibliogràfica del terme onnoven és de l'any 1863 a Madrid, feta pel músic Antonio Romero, en referència a l'onnoven construït per Ignaz Stowasser i que es mostrà a l'Exposició Internacional de Londres del 1862. Altres referències es troben a textos o partitures del segle xix amb denominacions molt similars: onnovene, onovene, omnobe, omnoben, honnobe i honoben.
Antonio Romero va ser una figura cabdal per a la música a Espanya del segle xix, no només com a intèrpret, professor, director de banda o compositor, sinó que també va tenir un petit taller on construí instruments i també va tenir una important editorial de música. Entre els anys 1870 o 1871 va publicar el Método elemental de onnovene en Mi bemol, en espanyol, per l'italià Cesare Ferrocci, membre de l'Academia di Santa Cecilia a Roma. Aquest treball consisteix en onze pàgines d'exercicis i instruccions bàsiques per a tocar l'onnoven, vuit peces d'exercicis breus i progressius, set solos i tres duos basats en àries d'òpera. La introducció del mètode dona informació de la introducció d'aquest instrument a Espanya: "Des de l'adopció de les vàlvules de pistó, és extremadament interessant l'instrument que han utilitzat les bandes de música militars per obtenir l'octava entre el fiscorn en Si bemoll i el fiscorn baríton. Tot i la bellesa dels sons que produeix i la seva utilitat indiscutible, va ser mirat amb indiferència a Espanya fins poc temps després, quan es presentà amb una nova forma i amb un nom estrany, fou llavors que va atreure tant l'atenció que se'n van demanar des de les bandes militars."